# Solbergaskolan, Visby

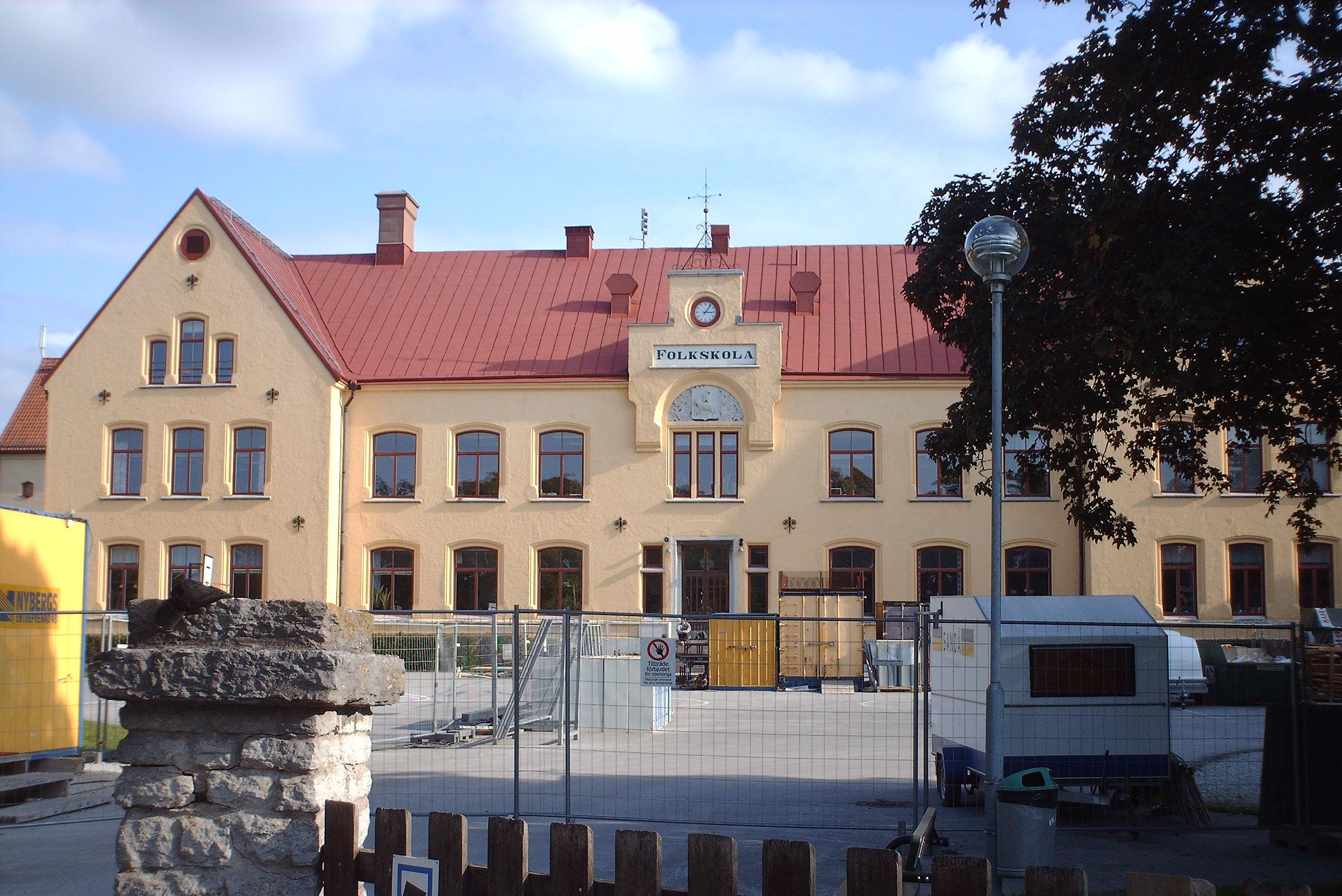
Västra fasaden.

Solbergaskolan är den största grundskolan i Visby på Gotland. 

## Historia
Skolan hette tidigare Östra Folkskolan och invigdes den 11 november 1893.
Den 1847 färdigställda folkskolan på Sankt Hansgatan hade inom kort blivit för liten, och i slutet av 1880-talet började man planera en ny skola. Stadsarkitekt Valgren fick 1888 i uppdrag att utföra ritningarna till skolhuset, och skapade en enkel träbyggnad. Skolrådet ansåg sig dock efterhand önska en pampigare skolbyggnad, och vände sig istället till arkitekten Magnus Isæus hans förslag var en medeltidsinspirerad röd tegelborg. Isæus avled dock samma år, och Per Ulrik Stenhammar fick uppdraget att färdigställa hans byggnad. Stenhammar valde i stället putsade fasader med huggen sten i fönster- och dörromfattningar, men anslöt sig till Isæus' utförande.
På 1940-talet inreddes skolans vind och byggnaden försågs med en tillbyggnad efter ritningar av Arvid Stille.
Skolan har fått sitt namn från det närbelägna Solberga kloster. 

## 2020-tal
Nuförtiden omfattar skolan en grundskola med årskurs 4–9, skolbarnsomsorg och lokalintegrerad särskola. Skolan tar i första hand emot elever från norra delen av Visby, Väskinde och Bro. Antal barn/elever är 771 stycken.

## Skolporten och Gutavallen
Strax söder om Solbergaskolan, nära Kvarntornet i Visby ringmur, finns gång- och bilporten känd som Skolporten, öppnad 1894 för att underlätta passage mellan innerstaden och skolan.
Intill skolan ligger också Gutavallen, Gotlands nationalarena för fotboll och friidrott, invigd 27 maj 1927.